# Ланграйн білогрудий
Ланграйн білогрудий (Artamus leucorynchus) — вид горобцеподібних птахів родини ланграйнових (Artamidae).

## Поширення
Вид поширений в Південно-Східній Азії та Австралазії. Ареал простягається від Андаман на заході до Вануату на сході, через Малайський півострів, більшість основних та дрібних островів Індонезії, Філіппіни, Палау, Нову Гвінею (за винятком центральних гірських районів), північне узбережжя та центрально-східну частину Австралії та Нову Каледонію. Місце проживання цих птахів представлене відкритими ділянками з наявністю ізольованих дерев та розріджених чагарників.

## Опис
Дрібний птах, завдовжки 18—20 см, вагою 36—50 г. Це птах з міцною зовнішністю, з сплющеною головою, коротким конічним дзьобом, довгими загостреними крилами з дуже широкою основою і коротким квадратним хвостом, а також досить короткими ногами. Голова, спина, верхня частина грудної клітки, крила та хвіст чорні (останні два з червонуватим відтінком). Груди, живіт, низ хвоста і крил чисто білі. Дзьоб синювато-сірого кольору, очі темно-карі, а ноги чорнуваті.

## Спосіб життя
Живе на деревах. Тримається невеликими зграями. Живиться комахами, переважно летючими. Сезон розмноження триває з березня по червень у північній півкулі та з серпня по лютий у південній півкулі. Моногамні птахи, пара співпрацює в будівництві гнізда, у висиджуванні яєць та догляді за виводком. Чашоподібне гніздо будує на деревах. У гнізді 2—4 яйця.

## Підвиди
- Artamus leucorhynchus leucorhynchus (Linnaeus, 1771) — номінальний підвид, широко поширений на Борнео і Філіппінах, також на островах Натуна, Сула та Дераван;
- Artamus leucorhynchus pelewensis Finsch, 1876 – ендемік Палау;
- Artamus leucorhynchus amydrus Oberholser, 1917 – Малакський півострів, Суматра, Бангка, Ява), Масалембу, Балі та Кангеан;
- Artamus leucorhynchus humei Stresemann, 1913 –Кокосові острови, Андаманські острови;
- Artamus leucorhynchus albiventer (Lesson, 1831) – Сулавесі, Пеленг, Ломбок, Тимор, Ветар;
- Artamus leucorhynchus musschenbroeki Meyer, 1884 – ендемік острова Бабар (Індонезія);
- Artamus leucorhynchus leucopygialis Gould, 1842 – Молуккські острови, Нова Гвінея, острови Ару, Австралія;
- Artamus leucorhynchus melaleucus (Wagler, 1827) – Нова Каледонія, Луайоте;
- Artamus leucorhynchus tenuis Mayr, 1943 – ендемік островів Банкс (Вануату).